# Accordo di Łęgonice
L'accordo di Lubomirski fu un trattato di pace firmato tra re Giovanni II Casimiro di Polonia ed il principe ribelle Jerzy Sebastian Lubomirski. L'accordo pose fine alla cosiddetta ribellione di Lubomirski, una rivolta scoppiata contro il re di Polonia e istigata dal principe Lubomirski, il quale era riuscito vincitore nella difesa dei diritti dell'aristocrazia locale contro le pretese accentratrici del sovrano che voleva introdurre l'elezione del re vivente rege, precludendo così alla nobiltà polacca la possibilità di essere eletta al trono.
La battaglia di Mątwy, che fu l'ultimo e più sanguinoso scontro della ribellione, ebbe luogo il 13 luglio 1666. Dopo il bagno di sangue che seguì e che portò alla sconfitta delle forze realiste, entrambe le parti si accordarono per il raggiungimento di un accordo. A Lubomirski vennero restituiti tutti i suoi titoli e le sue proprietà, mentre il re abbandonò i suoi piani di riforma dello stato. Successivamente tutti i ribelli vennero amnistiati.
La rivolta indebolì il già declinante prestigio di Giovanni II Casimiro e lo rese inviso alla nobiltà polacca, il che fu uno dei fattori che porterà alla sua abdicazione forzata nel 1668. Lubomirski, dopo essersi formalmente scusato col sovrano, venne comunque costretto all'esilio dalla Polonia e trovò rifugio in Slesia, dove morì l'anno successivo.